# Sarlósszárnyúfélék
A sarlósszárnyúfélék (Drepanidae) a valódi lepkék (Glossata) Cossina tagozatában a Bombycina altagozat egyik családját alkotják. Jellemzőjük a változatos szárnymintázat és a különleges hernyóforma, melyek az élőhelyekhez való alkalmazkodásukat segítik. Mintegy 650 fajt sorolnak ide, melyek többsége a trópusi és szubtrópusi területeken fordul elő. A család tagjait gyakran nevezik „sarlós szárnyú” lepkéknek, utalva a szárnyak jellegzetes ívelt alakjára. Evolúciójuk során számos fajuk specializálódott meghatározott növénytársulásokra, így fontos szerepet töltenek be az ökoszisztémákban mint beporzók vagy tápnövényeket fogyasztók.

## Rendszertani felosztásuk
A családban három alcsaládot és négy, alcsaládba nem sorolt neme különítenek el:
1. Cyclidiinae alcsalád 4 nemmel:
- Cyclidia
- Haloplia
- Mimozethes
- Nelcynda

2. Sarlósszárnyúformák (Drepaninae) alcsaládja mintegy 70 nemmel:
- Albara
- Ametroptila
- Archidrepana
- Astatochroa
- Ausaris
- Auzatellodes
- Callicilix
- Canucha
- Cilix
- Crocinis
- Deroca
- Didymana
- Dipriodonta
- Ditrigona
- Drapetodes
- Ectothyris
- Epicampoptera
- Eudeilinia
- Euphalacra
- Falcaria
- Gogana
- Gonoreta
- Gonoretodes
- Hemiphruda
- Hyalospectra
- Hyalostola
- Isospidia
- Kosemponiola
- Leucoblepsis
- Liocrops
- Macrauzata
- Macrocilix
- Microblepsis
- Monoprista
- Negera
- Neophalacra
- Nidara
- Oretopsis
- Paralbara
- Phalacra
- Phyllopteryx
- Problepsidis
- Pseudalbara
- Pseudemodesa
- Pseuderosia
- Sabra
- Spectroreta
- Spidia
- Strepsigonia
- Streptoperas
- Teldenia
- Thymistada
- Thymistadopsis
- Tridrepana
- Trotothyris
- Uranometra
- Urogonodes
- Zusidava

3. Thyatirinae alcsalád mintegy 50 nemmel:
- Achlya
- Asphalia
- Betapsestis
- Camptopsestis
- Chaeopsestis
- Chiropsestis
- Cymatophorima
- Demopsestis
- Epipsestis
- Euparyphasma
- Euthyatira
- Gaurena
- Habrona
- Habrosyne
- Hiroshia
- Horipsestis
- Horithyatira
- Isopsestis
- Koedfoltos
- Kurama
- Macrothyatira
- Marplena
- Mesopsestis
- Mesothyatira
- Mimopsestis
- Nemacerota
- Neodaruma
- Neoploca
- Nephoploca
- Neotogaria
- Nothoploca
- Ochropacha
- Paragnorima
- Parapsestis
- Polydactylos
- Polyploca
- Psidopala
- Shinploca
- Spica
- Stenopsestis
- Sugitaniella
- Takapsestis
- Tethea
- Tetheella
- Thyatira
- Toelgyfaloca
- Toxoides
- Wernya

4. Alcsaládba nem sorolt nemek:
- Baryphanes
- Hypsidia
- Watsonalla
- Yucilix

## Származásuk, elterjedésük
A Cyclidiinae alcsalád mintegy 15 fajt számlál; valamennyi az orientális faunaterületen él. A alcsalád mintegy 450 fajának képviselőit megtaláljuk szinte valamennyi szárazföldön az újvilági faunabirodalom és az új-zélandi faunaterület kivételével. A Thyatirinae alcsalád mintegy 200 fajának képviselői a Föld valamennyi faunaterületén előfordulnak.

## Megjelenésük, felépítésük
Jól megkülönbözteti őket az ultrahangok érzékelésére szolgáló, sajátos „fülük”, amely minden más lepkétől eltérően a potroh elülső részén fejlődött ki.